# Luigi di Canossa
Luigi di Canossa (ur. 20 kwietnia 1809 w Weronie, zm. 12 marca 1900) – włoski duchowny katolicki, kardynał, biskup Werony, jezuita.

## Życiorys
Pochodził z arystokratycznego rodu. Święcenia kapłańskie przyjął w 1841 w Modenie. 30 września 1861 został wybrany biskupem Werony, którym pozostał już do śmierci. Sakrę otrzymał 23 stycznia 1862 z rąk biskupa Benedetto Riccabony zu Reinchefels (współkonsekratorami byli biskupi Manfredo Giovanni Battista Bellati i Giovanni Corti). Uczestniczył w obradach Soboru Watykańskiego I. 12 marca 1877 Pius IX wyniósł go do godności kardynalskiej. Wziął udział w konklawe wybierającym Leona XIII.